# 金倉川

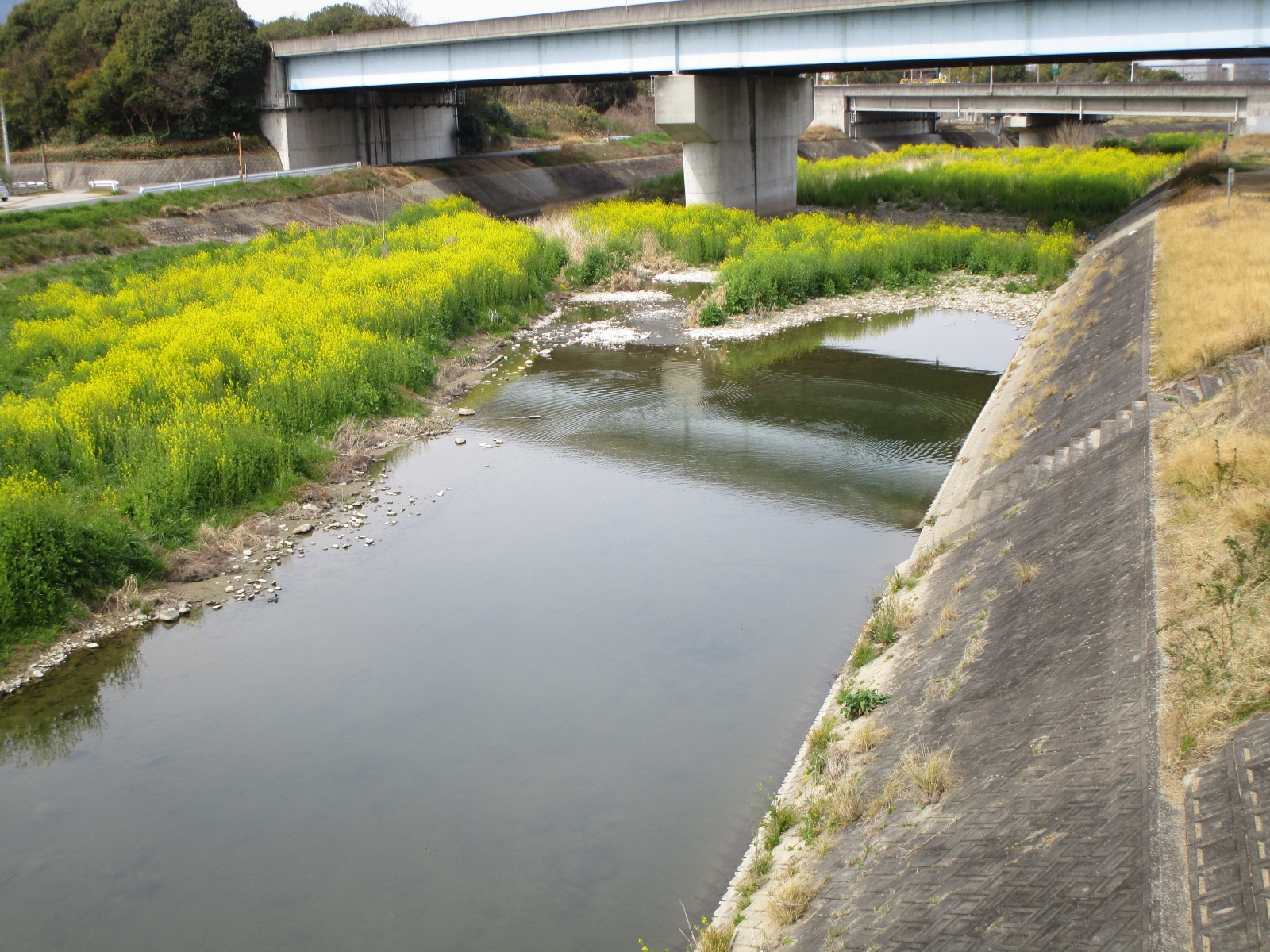
善通寺IC付近。春には菜の花が沢山咲く。

金倉川（かなくらがわ）は、香川県の丸亀平野を流れる河川で、二級水系の本流である。延長20.5km。

## 地理

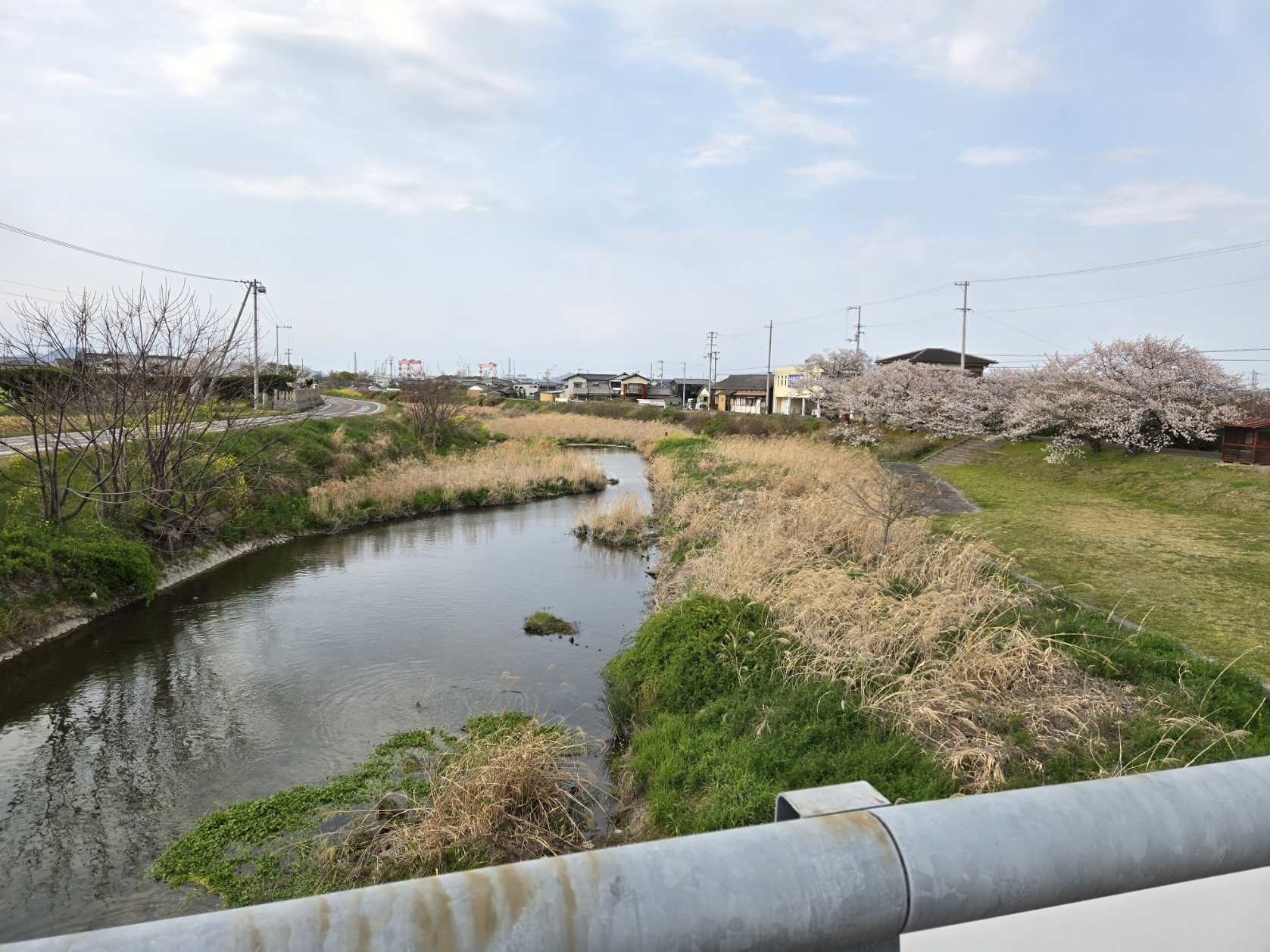
丸亀市、金倉橋から撮影

財田川水源の北東、まんのう町塩入付近に端を発し、満濃池の東南端に注ぎ込む。池の北側にある堰より流出し、琴平町市街地を貫き、丸亀平野を北北東に流れて中津万象園付近で瀬戸内海に注ぐ。

## 歴史
満濃池は8世紀初頭に、金倉川をせき止めて作られたと言われる。このように、金倉川は古くから丸亀平野の灌漑用水として用いられてきた。また金刀比羅宮の麓を流れていることから、江戸時代には参拝客が禊を行い「禊川」の別名もあったとされる。
現在の金倉川は平野の自然な傾斜に合っておらず、江戸時代に西嶋八兵衛によって改修されたのではないかとする説がある。
流域を治めた丸亀藩について記されている古書「西讃府志」には、金倉川流域にある丸亀藩領の上櫛無村（琴平町上櫛梨）、下櫛無村（琴平町下櫛梨、善通寺市櫛梨町）、大麻村（善通寺市大麻町）、生野村（善通寺市生野町）、上金倉村（丸亀市金倉町）、下金倉村（丸亀市中津町）に関する記述があり、それによると、かつては「野田川」と呼ばれていた。

## 流域の自治体
香川県
仲多度郡まんのう町、仲多度郡琴平町、善通寺市、丸亀市

## 並行する交通

### 鉄道
- JR土讃線

### 道路
- 国道319号
- 香川県道200号まんのう善通寺線
- 香川県道206号原田琴平線
- 香川県道208号大麻琴平買田線